# El Escorial (Spanyolország)
El Escorial egy község Spanyolországban, Madrid tartományban. El Escorial Valdemorillo, Navalagamella, Robledo de Chavela, Zarzalejo, San Lorenzo de El Escorial, Galapagar és Colmenarejo községekkel határos. Lakosainak száma 17 176 fő (2024).

## Népesség
A település népessége az utóbbi években az alábbiak szerint változott:
| Lakosok száma | 11 209 | 12 975 | 14 492 | 14 979 | 15 161 | 15 244 | 15 562 | 16 162 | 16 618 | 17 176 |
|               | 2001   | 2004   | 2007   | 2009   | 2012   | 2014   | 2017   | 2019   | 2022   | 2024   |